# Kronotski
Pour les articles homonymes, voir Kronotski (homonymie).
Ne doit pas être confondu avec Kronoki.
Le Kronotski, en russe : Кроноцкая сопка, ISO 9 : Kronotskaïa sopka, est un volcan situé en Russie, dans la péninsule du Kamtchatka. Ses pentes extrêmement régulières lui confèrent une forme peu rencontrée de cône symétrique, seuls le mont Fuji au Japon ou le Mayon aux Philippines ayant un profil comparable.

## Géographie

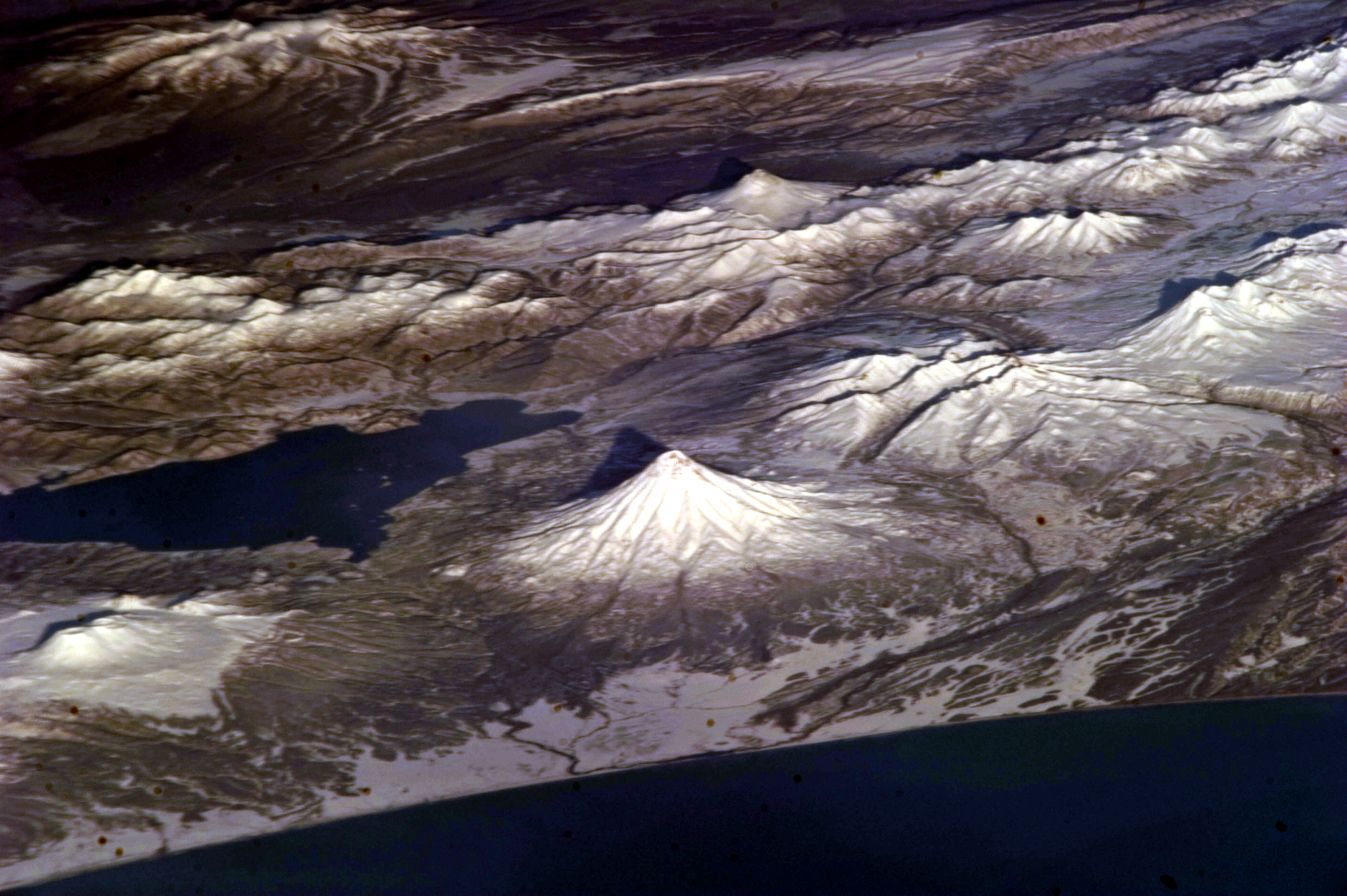
Photographie oblique depuis l'espace du Kronotski.

Le Kronotski est situé en Russie, dans l'Est de la péninsule du Kamtchatka. Il est entouré par le lac Kronotski, le plus vaste du Kamtchatka, à l'ouest, par le volcan Kracheninnikov au sud-ouest par-delà la rivière Listvenitchnaïa qui se dirige depuis le lac Kronotski vers l'océan Pacifique situé au sud-est et par la chaîne volcanique du Gamtchien au nord-est. La ville de Bogatchevka se trouve au nord-est, celle de Kronoki à l'est-sud-est, celle de Joupanovo au sud-sud-ouest et la grande ville de Petropavlovsk-Kamtchatski à plus de deux-cents kilomètres au sud-ouest.
La montagne a la forme d'un cône symétrique de dix-sept kilomètres de diamètre aux pentes régulières entaillées par des vallées de deux-cents mètres de profondeur formant un système hydrographique radial,. L'une de ces vallées sur la face Nord du volcan est occupée jusqu'à 900 mètres d'altitude par un glacier qui prend naissance au sommet du volcan. Ce sommet culminant à 3 521 mètres d'altitude est formé par un neck d'andésite basaltique, roche qui se retrouve seulement sur une petite coulée de lave, alors que le reste du volcan est formé de basalte. Ce neck qui formait le fond de l'ancien cratère sommital a été dégagé par l'érosion.
Quelques cônes volcaniques monogéniques se trouvent sur ces pentes au nord, au sud-est et au sud-ouest, ces derniers s'étant formés il y a 5 000 à 6 000 ans. La montagne est encerclée par des moraines, traces des glaciers qui entouraient le volcan et recouvraient le Kamtchatka lors de la dernière glaciation. Les basses pentes du volcan sont couvertes d'une végétation buissonnante.

## Histoire

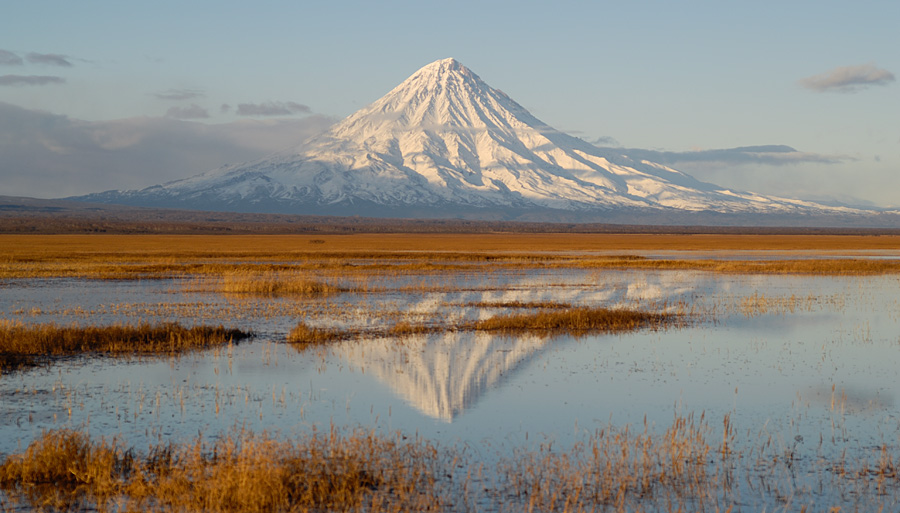
Vue du volcan depuis le lac Kronotski.

Le Kronotski s'est formé principalement de la fin du Pléistocène jusqu'à l'Holocène ce qui fait que peu d'éruptions lui sont connues,. L'une d'elles a formé le lac Kronotski lorsqu'une coulée de lave a bloqué le cours de la rivière Listvenitchnaïa au début de l'Holocène.
Les deux éruptions connues avec certitude se sont déroulées en novembre 1922 et en février 1923,, grâce aux témoignages de chasseurs. La première a produit des explosions phréatiques d'indice d'explosivité volcanique de 2 sur le flanc méridional de la montagne à 3 150 mètres d'altitude,. La seconde a elle aussi produit des explosions phréatiques de même intensité soit sur le flanc méridional du volcan à 3 150 mètres d'altitude, soit au sommet du volcan ou bien en ces deux endroits,.